# Bouteille en plastique
Une bouteille en plastique est un emballage destiné à contenir, protéger et transporter des liquides. Le plastique offre une très grande commodité d'élaboration (fabrication de la bouteille dans l'usine d'embouteillage, pas de transport de bouteille vide comme pour le verre) et son poids, jusqu'à dix fois plus faible que le verre.
Les premières bouteilles en plastique sont apparues dans les années 1960, elles étaient en PVC et utilisées pour les produits alimentaires et ménagers.

Elles sont fabriquées par le procédé de moulage par soufflage. Elles nécessitent un quart de leur volume en pétrole pour être produites, distribuées, puis recyclées [réf. nécessaire].

Processus d'injection, puis soufflage de la préforme obtenue.

Le premier brevet français de la bouteille en plastique a été déposé le 13 mars 1963 par la société Elco-Lesieur.
Le plastique est néfaste pour l'environnement, s'il n'est pas traité comme n'importe quel déchet d'emballage, d'appareil électrique ou autre, il peut se révéler dangereux pour la faune marine. S'il est jeté dans la nature, il finit dans les océans où il va se fragmenter et alimenter les vortex de déchets rencontrés dans tous les océans de la planète.
De façon plus écologique de nouvelles bouteilles en plastique biodégradables sont maintenant fabriquées par quelques industriels.

## Polymères utilisés
Les polymères utilisés sont indiqués par le code d'identification des résines, symbolisé par un chiffre au milieu d'un triangle fait de trois flèches circulaires.

### PET
Le PET, ou polytéréphtalate d'éthylène, abrégé aussi en PETE, est le matériau le plus utilisé pour les bouteilles d'eau gazeuse. Apparu en 1992, le PET a remplacé le PVC à la fin des années 1990, pour les bouteilles d'eau, réduisant d'un tiers le poids des bouteilles (30 g pour une bouteille de 1,5 L en PET, contre 50 g pour une bouteille en PVC de même capacité).

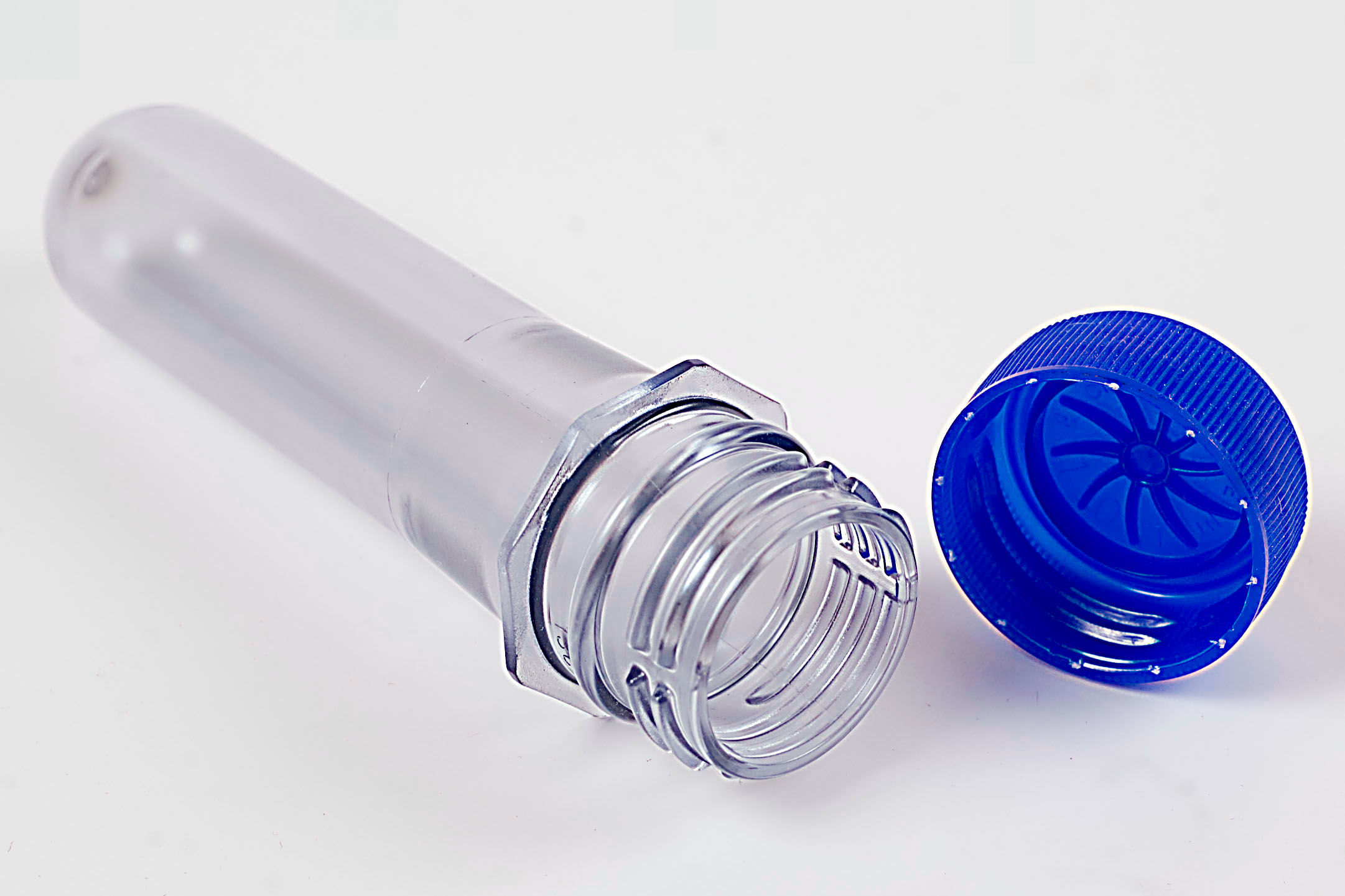
Paraison en PET.

Les bouteilles en PET sont élaborées par injection-soufflage qui part d’une préforme réalisée par moulage par injection. Les préformes sont chauffés à ~100°C dans une seconde machine et soufflées dans un moule qui donnera la forme du produit final.
Le PET fait suffisamment barrière aux gaz pour conditionner l'eau gazeuse.
Les bouteilles en PET sont susceptibles de relarguer des traces de trioxyde d’antimoine, utilisé comme catalyseur lors de la polymérisation du polyéthylène haute densité (PEHD). Toutefois, les valeurs maximales mesurées sont de l'ordre de 0,5 μg·L-1, soit dix fois moins que la norme européenne qui est de 5 μg·L-1 d'antimoine.

### PEHD
Le PEHD, ou HDPE, polyéthylène haute densité : bouteilles semi-rigides, opaques, utilisées pour les bouteilles de lait et les flacons de produits liquides d'entretien.
Les bouteilles en PEHD sont élaborées par extrusion-soufflage.

### PVC
Le PVC ou polychlorure de vinyle, sous sa forme rigide (non plastifié), était utilisé depuis la fin des années 1960 jusque dans les années 1990, mais son radical chlore se transforme lors de la combustion en acide chlorhydrique. Ces vapeurs sont toxiques et, en raison de la médiocre filtration des fumées d'incinération de l'époque, furent à l'origine des pluies acides qui ont détérioré certaines forêts. Le PVC a été remplacé par le PET, pour les bouteilles d'eau potable.
Il ne faut pas confondre le PVC rigide des bouteilles avec le PVC souple qui est susceptible de libérer certains éléments plastifiants qui lui ont été ajoutés :
- les phtalates, mais depuis les années 1990, même l'Italie a abandonné les phtalates dans les matériaux pour contact alimentaire car classés comme cancérigènes potentiels ;
- le DEHA ou adipate de bis(2-éthylhexyle) (en) ou le DOA (adipate de dioctyle (en)) qui est beaucoup moins dangereux que le DOP (phtalate de bis(2-éthylhexyle)) ;
- le bisphénol A (BPA) qui peut être un résidu d'élaboration de certains plastifiants, et qui est soupçonné d'être un perturbateur endocrinien.

Les bouteilles en PVC sont élaborées par extrusion-soufflage.

### PP
Le PP ou polypropylène commence à apparaître dans l'élaboration des bouteilles.

### PC
Le PC ou polycarbonate est, à la différence des matériaux précédents, stérilisable comme le verre. Cette qualité comme son prix le destinent à un usage de bouteilles réutilisables. C'est le matériau de prédilection des biberons. Pour l'emballage du lait, on le rencontre en Allemagne et en Autriche, les bouteilles sont alors consignées. Elles sont absolument incassables, ce qui est très apprécié de la grande distribution (moins de risque, moins de perte). Il faut cependant signaler la présomption de toxicité du BPA, un constituant du polycarbonate, résidu de sa polymérisation. Voir « Risque du plastique BPA » dans l'article sur le biberon.

### PLA
Le PLA ou acide polylactique est annoncé comme la réponse verte à l'envahissement des bouteilles PET. Certaines marques (Biota Brands aux États-Unis, en faillite, ou Vegetal & Mineral Water en Champagne) ont opté pour ce matériau compostable. Mais le compostage, qui réduit effectivement le volume de déchets enfouis ou incinérés, est parfois considéré comme peu adapté. Les bouteilles qui échappent au compostage risquent de perturber la chaîne de recyclage faute de les distinguer du PET ; cette distinction nécessiterait des investissements dans des techniques existantes de la part de l'industrie du recyclage. La biodégradation d’un bioplastique en milieu anaérobie génère du méthane, un puissant gaz à effet de serre (près de 23 fois plus que le CO2) ; il faut donc comparer ce bilan (plastique produit avec des plantes puis composté) avec celui des plastiques produits avec des ressources fossiles puis enfouis ou incinérés. Une autre solution de fin de vie des produits en PLA est le procédé de recyclage Loopla de la société Futerro; il permet de retransformer les matériaux à base de PLA en acide lactique en éliminant les autres composants ; ce système est bien sûr particulièrement adapté aux collectes spécifiques, par exemple lors de grandes manifestations où seuls des bouteilles et gobelets en PLA sont utilisés. C'est un procédé de recyclage chimique.

## Économie

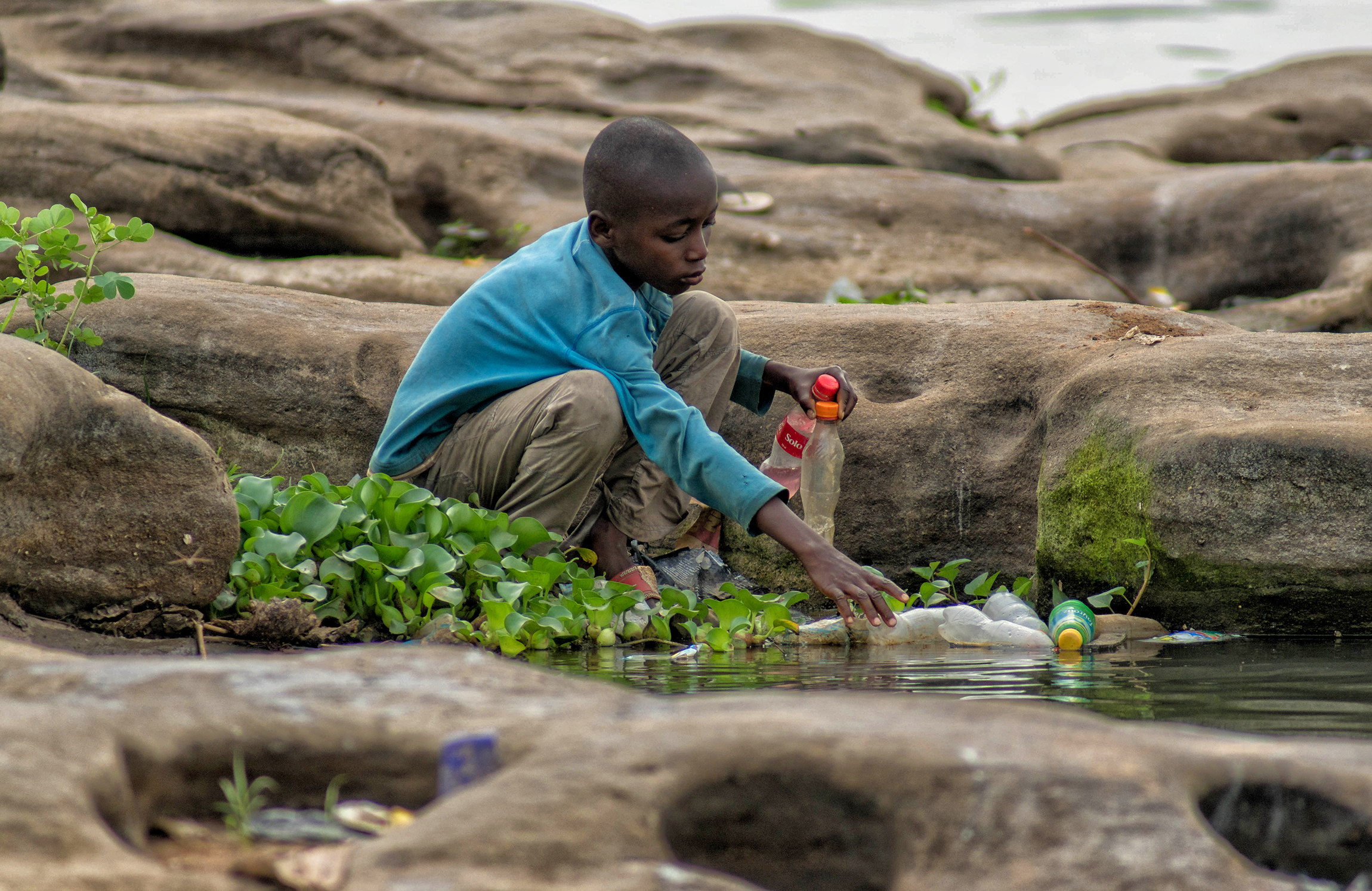
Jeune garçon nettoyant la Bénoué de sa pollution aux bouteilles plastiques, 2023

La production mondiale en 2008 a atteint environ 200 milliards de bouteilles en PET, la consommation étant de 50 milliards aux États-Unis en 2006, dont 75 % ne sont pas recyclées. Pourtant, des pays comme la Suisse frôlent les 100 % de recyclage des bouteilles plastiques. La France se situe aux alentours de 45 %, ce taux progresse régulièrement. Le recyclage du « PET bouteille » permet de fabriquer du PET fibre (le « polyester ») pour couettes et anoraks. Depuis 2009, quelques procédés sont homologués dans l'UE pour refaire des bouteilles pour boissons à partir de bouteilles usagées.
La production de bouteilles plastiques concerne principalement quatre entreprises internationales PepsiCo, Coca-Cola, Nestlé et Danone, alors que le verre reculait au profit des plastiques puis au profit du PET en particulier principalement). En 2019, presque toutes les bouteilles de boissons en plastique utilisées dans le monde sont en PET
De nombreuses ONG et personnalités estiment que dans les villes dotées d'un réseau d'eau potable, l'eau embouteillée est coûteuse et source d'un gaspillage et d'une empreinte écologique très élevés. D'autre part plusieurs analyses démontrent que des microparticules de plastique peuvent être ingérées en consommant l'eau en bouteille plastique et représentent un danger pour la santé. Dès 2015, aux États-Unis, quatorze parcs nationaux, plusieurs dizaines d'écoles et universités et la ville de Concord (Massachusetts) ont interdit les bouteilles d'eau en plastique et la ville de San Francisco en interdit la vente dans l'espace public.

## Alternatives aux bouteilles en plastique
- Les bouteilles en verre.
- Les carafes filtrantes, les osmoseurs peuvent donner une eau plus pure que les eaux en bouteille ou l'eau du robinet.
- Les bouteilles métalliques.
- Les bouteilles en argile.
- Les briques alimentaires en carton.